# Montval-sur-Loir
Montval-sur-Loir é uma comuna francesa na região administrativa do País do Loire, no departamento de Sarthe. Estende-se por uma área de 26.99 km². Em 2010 a comuna tinha 6 315 habitantes (densidade: 234 hab./km²).